# Hypolaena
Hypolaena là một chi thực vật có hoa trong họ Restionaceae.